# Dvorníky-Včeláre
Dvorníky-Včeláre (em húngaro: Méhészudvarnok) é um município da Eslováquia, situado no distrito de Košice-okolie, na região de Košice. Tem 13,63 km² de área e sua população em 2018 foi estimada em 515 habitantes.

## Demografia
| Ano:        | 1994 | 2004   | 2014   | 2024    |
| ----------- | ---- | ------ | ------ | ------- |
| Broj ljudi: | 427  | 438    | 474    | 543     |
| Razlika:    |      | +2,57% | +8,21% | +14,55% |

| Ano:               | 2023 | 2024   |
| ------------------ | ---- | ------ |
| Número de pessoas: | 535  | 543    |
| Diferença:         |      | +1,49% |